# Bessens

Bessens este o comună în departamentul Tarn-et-Garonne din sudul Franței. În 2009 avea o populație de 1.272 de locuitori.

## Evoluția populației
| An        | 1975 | 1982 | 1990 | 1999 | 2006  | 2009  |
| --------- | ---- | ---- | ---- | ---- | ----- | ----- |
| Populație | 469  | 558  | 585  | 664  | 1.014 | 1.272 |

## Monumente

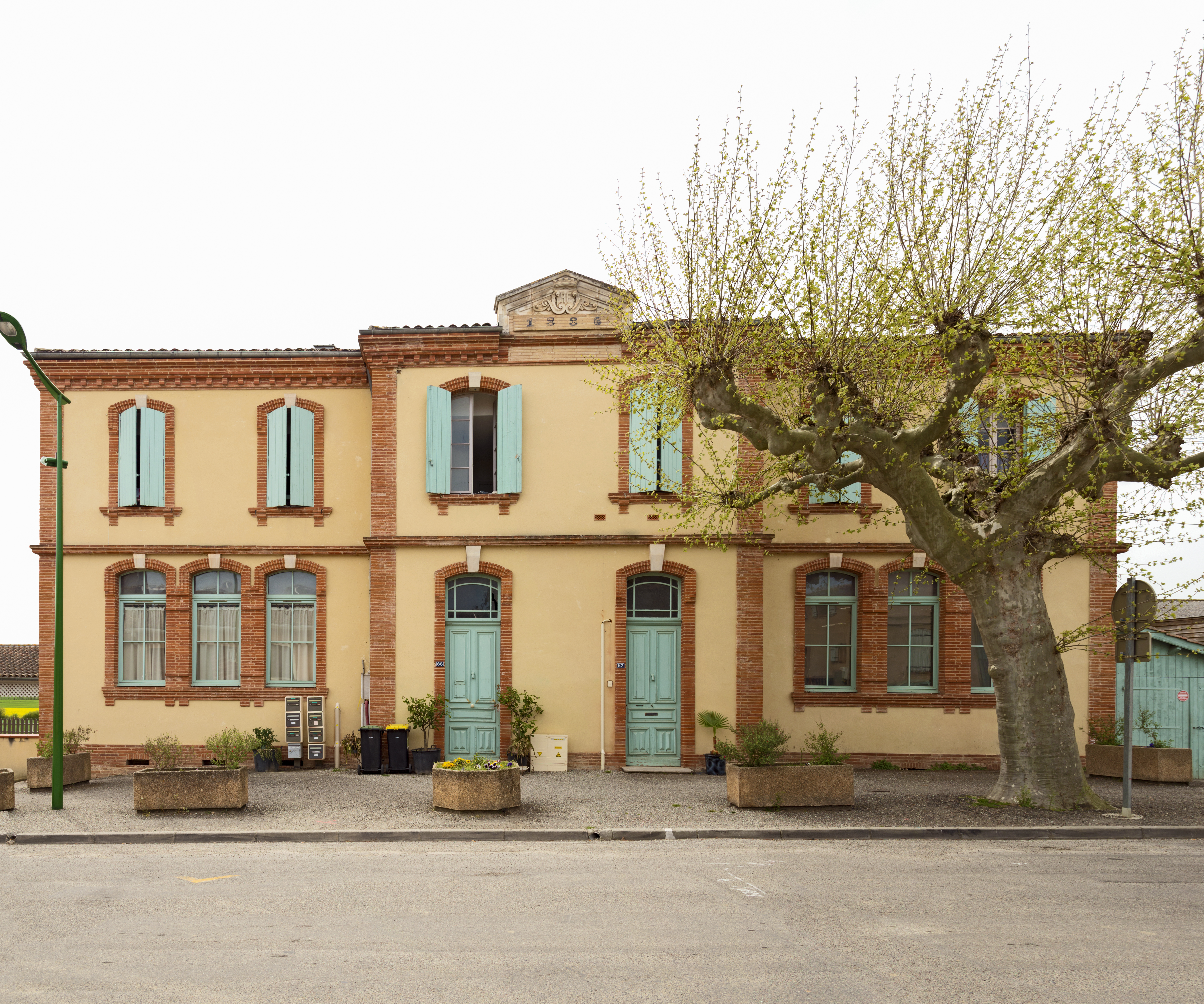
Primărie.
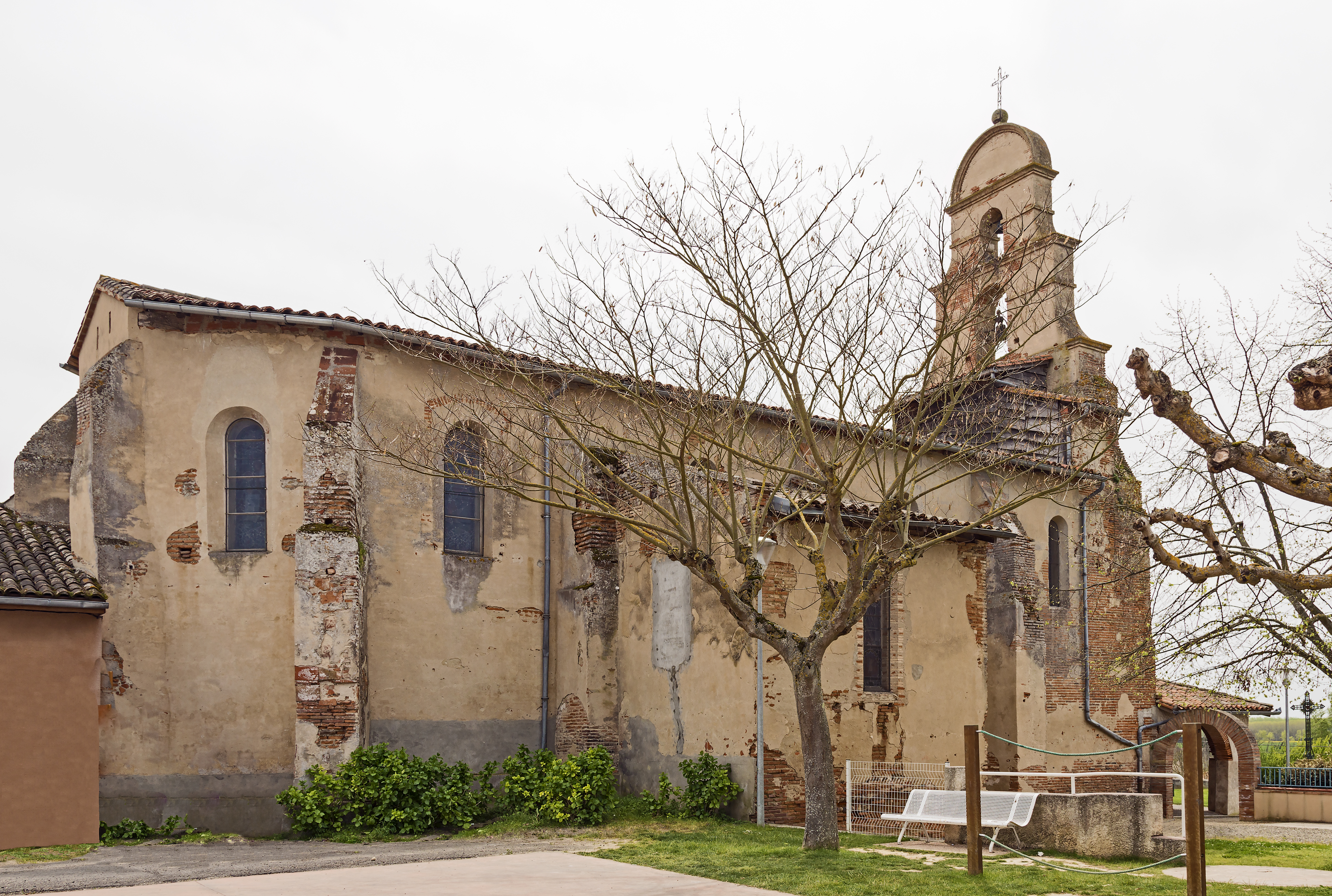
Biserica.
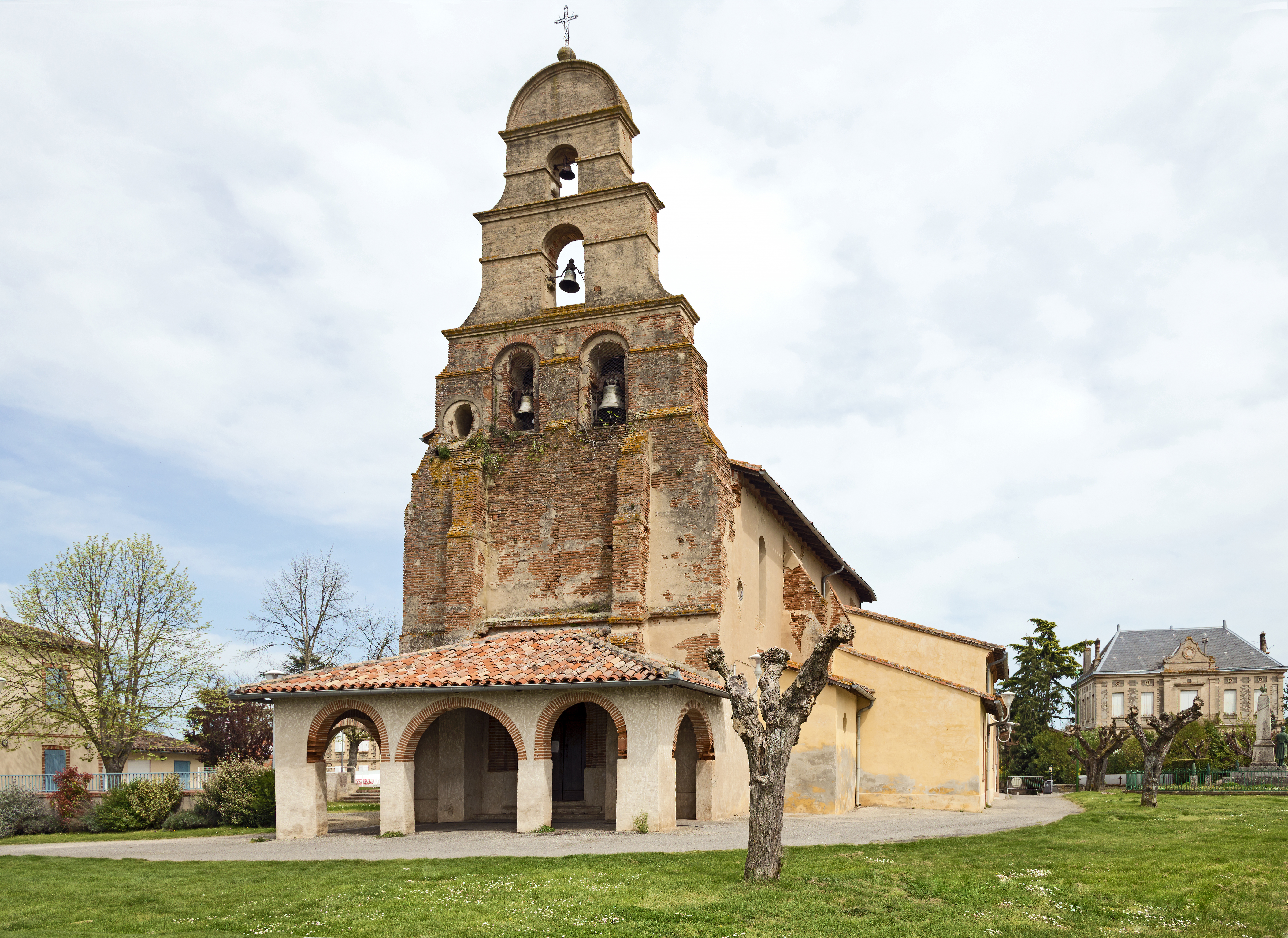
Clopotnita turn.
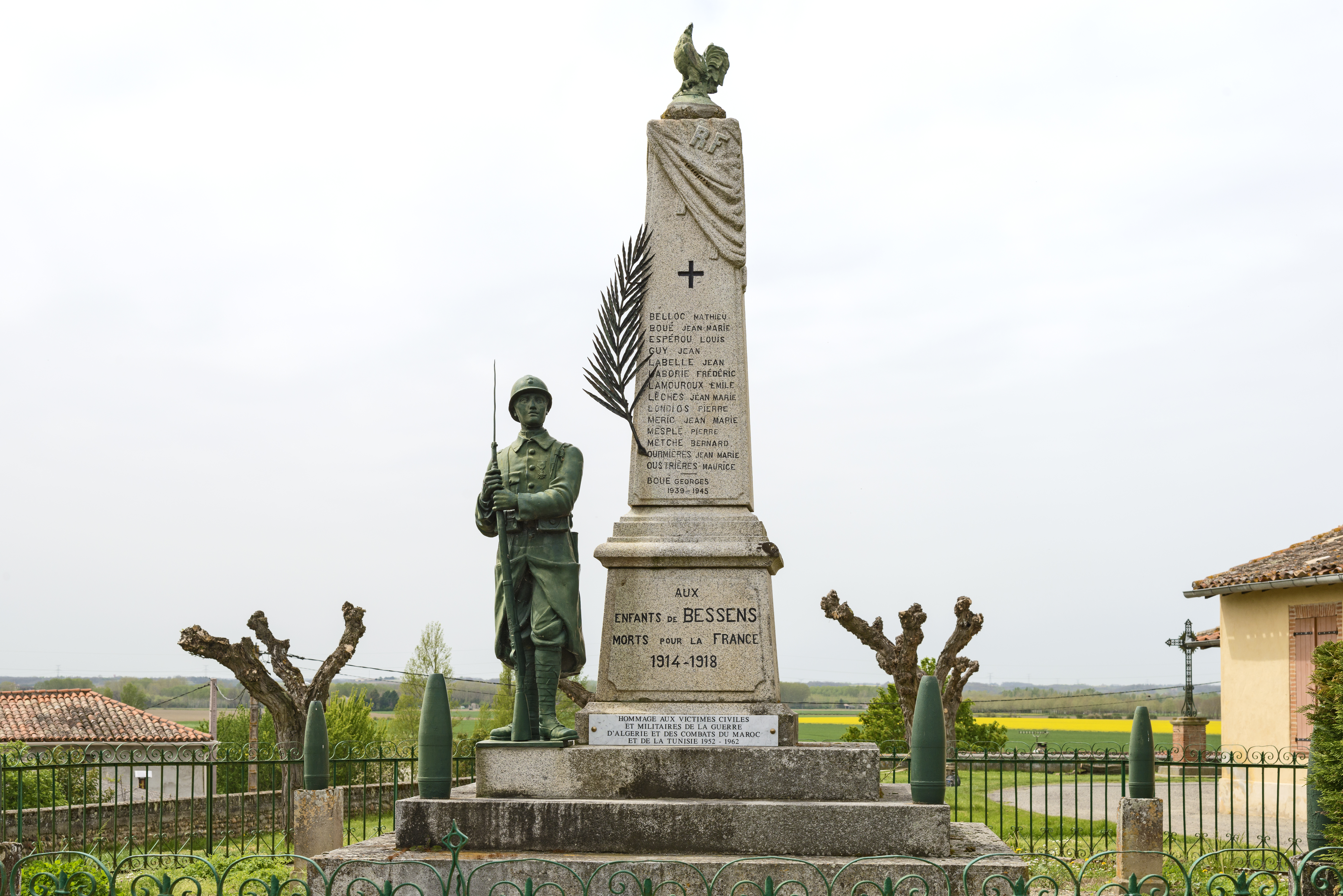
Memorial de război.